# Montañés (1794)
El Montañés, va ser un navili de línia de l'Armada Espanyola construït a la ria de Ferrol i sufragat per la gent de Cantàbria. Es va construir seguint el sistema de Romero Landa segons la sèrie dels San Ildefons. Els plànols constructius serien modificats per Retamosa per afinar les formes de carena. Va ser avarat el maig de 1794, va entrar en servei el 1795 i va participar en la batalla de Trafalgar.
Era un vaixell molt ràpid per a la seva època, que podia arribar a 14 nusos amb vent a favor i 10 cenyint, la velocitat normal, era de 10 i 8 nusos respectivament. La seva obra viva estava folrada per unes 2400 planxes de coure (per tal d'evitar la broma) i el seu armament era de 74 canons.

## Historial
Va participar el 1795, en un combat contra vuit navilis de línia, un d'ells de tres ponts, i dues fragates franceses a la badia del port de Sant Feliu de Guíxols, gràcies a la seva superior velocitat, el Montañés, va aconseguir arribar al port, i amb el suport de l'artilleria de costa, forçar la retirada dels vaixells francesos. A finals de 1795, va salpar de Cadis completant el seu viatge de circumnavegació al cap de vuit anys.
Al juny de 1805 pren el comandament el capità de navili Francisco Alsedo i formarà part de la divisió espanyola a les ordres d'Alcalá Galdiano, destinada a la defensa de Cadis per prevenir un possible atac britànic sobre la badia. Va participar en la batalla de Trafalgar, estant assignat en la segona divisió de l'esquadra del general Gravina en què va aconseguir sobreviure encara que amb la baixa dels seus dos comandants, Francisco Alsedo i Antonio Castaños, havent de prendre el comandament el tinent de navili Joaquín Gutiérrez de Rubalcaba. En total va comptabilitzar 20 morts i 29 ferits en combat. Va aconseguir rescatar al vaixell Santa Ana i al Neptuno, capturats per la flota anglesa. Va tornar a Cadis la nit del 21 d'octubre de 1805.
Al comandament de José Quevedo el 14 de juliol de 1808 va participar en la captura de l'esquadra francesa de Rosilly a Cadis.
Va realitzar diversos viatges a les Illes Canàries, Balears i l'Havana, es va perdre el 10 de març de 1810 en embarrancar, després d'una forta tempesta.